# Zeche Neuwesel
Die Zeche Neuwesel war ein Steinkohlen-Bergwerk in Essen.

## Geschichte
Um 1840 waren im Raum der Gemeinde Borbeck mehrere Mutungsbohrungen verschiedener Gewerkschaften auf der Suche nach bauwürdigen Steinkohlevorkommen fündig geworden. Ein Konsortium Weseler Kaufleute gründete 1841 die Gewerkschaft Neu Wesel, die nahe Schloss Borbeck an der Straße von Borbeck nach Bedingrade mit dem Abteufen eines Schurfschachtes begann.
1842 ging dieser Schacht mit einer Göpel-Förderung in Betrieb. Nach Einsatz von dampfmaschinengestützten Betriebsanlagen konnte die Förderung gesteigert werden. 1858 brannte das Schachtgebäude ab. Die Förderung musste eingestellt werden, die Gewerkschaft meldete Konkurs an.
1861 wurden mehrere umliegende Grubenfelder mit dem Grubenfeld Neu Wesel konsolidiert. Eine neue Gewerkschaft Neu Wesel begann nun, den durch den Brand beschädigten Schacht wiederherzustellen. Während dieser Reparaturarbeiten kam es 1862 zu einem Wassereinbruch, der die Zeche absaufen und den Schacht verbrechen ließ. Die Gewerkschaft konnte die nun notwendigen finanziellen Mittel nicht aufbringen und musste ebenfalls Insolvenz anmelden.
Die 1872 von Friedrich Grillo gegründete Schalker Gruben- und Hüttenverein AG übernahm im selben Jahr den Bergwerksbesitz Neu Wesel und wältigte den Schacht wieder auf. 1873 brachen allerdings der Schacht und das Schachtgebäude wegen Festigkeitsproblemen im Bodenbereich ein. Daraufhin wurde der Schacht Neu-Wesel neu abgeteuft, standsicher ausgemauert und 1875 in Betrieb genommen. Es wurde eine untertägige Verbindung mit der benachbarten Zeche Wolfsbank hergestellt, die über einen leistungsfähigen Förderschacht verfügte.
Ab 1879 wurde der Schacht Neu-Wesel ausschließlich als Außenanlage der Zeche Wolfsbank betrieben.
1889 wurde die Berechtsame Neu-Wesel zusammen mit der Zeche Wolfsbank an die Essener Bergwerks-Verein König Wilhelm AG abgegeben.

## Heutiger Zustand
Als Außenschacht der Zeche Wolfsbank blieb der Schacht Neu-Wesel bis zur Stilllegung der Zeche 1966 in Betrieb. Im Anschluss erfolgten die Verfüllung des Schachtes und der Abbruch des Schachtgebäudes. Auf dem Gelände an der heutigen Neuweselstraße befindet sich heute Wohn- und Gewerbebebauung.